# Мотаев, Сапаргельды
Сапаргельды Мотаев (туркм. Sapargeldi Motaýew; 13 февраля 1947, к. «Октябрь», Куня-Ургенчский район, Ташаузская область, Туркменская ССР, СССР — 5 апреля 2019, Дашогуз, Дашогузский велаят, Туркменистан) — советский и туркменский партийный и государственный деятель.

## Биография
Родился 13 февраля 1947 года в колхозе «Октябрь» ныне Кёнеургенчского этрапа.

### Образование
В 1969 окончил Туркменский сельскохозяйственный институт имени М. И. Калинина.
В 1987 заочно окончил Ташкентскую высшую партийную школу.

### Ранняя карьера
Работал заведующим фермой Куня-Ургенчской межколхозной откормочной базы (1969 год), с 1969 по 1971 год служил в Советской Армии, после возвращения со службы работал старшим зоотехником Куня-Ургенчского райсельхозуправления в Ташаузской области (1971—1973).

### Государственная деятельность

#### Туркменская ССР
В 1971 году вступил в КПСС. Вскоре после этого стал работать по «партийной линии»: освобождённым секретарём парткома колхоза «Москва» (1973—1974), сначала инструктором, потом заведующим отделом Куня-Ургенчского райкома Коммунистической партии Туркменской ССР (1974—1978).
С 1978 года вновь вернулся к работе в сфере сельского хозяйства: начальником Куня-Ургенчского райсельхозуправления (до 1982 года) и начальником Ташаузского областного сельхозуправления (1982 год).
С 1982 — 1-й секретарь Куня-Ургенчского райкома Коммунистической партии Туркменской ССР.
С 18 января 1986 года по 16 декабря 1991 года — член ЦК Компартии Туркменской ССР.
В 1988-90 — 1-й секретарь Октябрьского райкома (по другим сведениям — Ленинского райкома) Коммунистической партии Туркменской ССР.
12 мая 1990 года на ХХIV съезде Коммунистической партии Туркменской ССР избран членом Бюро Центрального комитета партии, в котором оставался до 16 апреля 1991 года.
В 1990 году, на майской сессии Верховного Совета Туркменской ССР назначен Председателем Комитета народного контроля, в январе 1991 — Председатель Комитета государственного контроля Туркменской ССР.
С января 1991 по 16 декабря 1991 года — 1-й секретарь Ташаузского обкома Компартии Туркменистана-Председатель Ташаузского облсовета.

#### Независимая Туркмения
В 1990 году был избран депутатом Верховного Совета Туркменистана 12-го созыва.
В 1991—1992 годах входил в состав Президентского Совета Туркменистана.
С 26 июня по 2 августа 1992 года — хяким Дашховузского велаята.
С 21 июля 1992 года по 2 августа 1996 г. — заместитель председателя Кабинета Министров (курировал сельское хозяйство).
Летом 1993 «подарил» президенту Ниязову земельный участок в 100 гектар. В том же году — инициатор продления полномочий Ниязова на посту президента до 2003 года.
В августе 1996 года, после провала плана по производству зерна, переведён на работу хякимом города Дашогуз. В 1996 году снят с должности «за недостатки в работе». В качестве вероятной причины его отставки некоторые СМИ называли то, что Мотаев за длительное время нахождения на посту, значительно увеличил своё состояние, расставил на все значимые посты в своей области друзей и родственников и мог претендовать на более независимое от центра ведение дел в велаяте.
Скончался 5 апреля 2019 года в Дашогузе от сахарного диабета.